# Ernst Burgstaller
Ernst Burgstaller (* 29. Mai 1906 in Ried im Innkreis; † 22. Jänner 2000) war österreichischer Volkskundler.
Burgstaller maturierte 1925 am humanistischen Gymnasium der Stadt Ried im Innkreis, danach Studium an der Universität Wien. Besuch von Vorlesungen unter anderen bei Oswald Menghin und Arthur Haberlandt. Promotion im März 1930. Habilitation an der Universität Heidelberg im Jahre 1944.
Burgstaller war seit 1938 Mitglied des NSLB, er beantragte am 18. Februar 1940 die Aufnahme in die NSDAP und wurde zum 1. Juni desselben Jahres aufgenommen (Mitgliedsnummer 7.641.550). Auch später hat er sich von den „völkischen“ und „esoterischen“ Lehren der NS-Zeit nicht ganz losgesagt. Eine gewisse Germanophilie und eine Nähe zur „Blut-und-Boden-Mythologie“ ist ihm nicht abzusprechen.
Im Jahre 1964 erwarb Burgstaller an der Karl-Franzens-Universität Graz auch die österreichische venia legendi. Er lehrte ab 1964 an der Karl-Franzens-Universität Graz und später ab 1968 an der Johannes-Kepler-Universität Linz. Burgstaller war unter anderem Mitbegründer des Österreichischen Volkskundeatlas und Schriftleiter des „Atlas von Oberösterreich“.
In den Jahren 1966 bis 1971 war er Leiter des Institutes für Landeskunde von Oberösterreich. Er gründete 1939 das „Oberösterreichische Gebäckmuseum“ in Ried im Innkreis, das seit 1984 im Burgmuseum von Wels untergebracht ist, und 1979 das „Österreichische Felsbildermuseum“ in Spital am Pyhrn.
Burgstallers weitgestreute Interessen betrafen vor allem die Volkskunde in ihrer Gesamtheit, aber auch die Vorgeschichte und da vor allem die Felsbilder. Seine Verdienste wurden durch zahlreiche Auszeichnungen (u. a.Österreichisches Ehrenkreuz für Wissenschaft und Kunst I. Klasse, verliehen 1976) und durch Festschriften zum 70., 75., 85. und 90. Geburtstag gewürdigt.

## Quelle
- Ernst Bruckmüller (Hrsg.): Personenlexikon Österreich. Verlagsgemeinschaft Österreich-Lexikon, Wien 2001, ISBN 3-95004-387-X, S. 64.